# Czas martwy

Czas martwy (t_{m}, jako czas, po którym pojawia się odpowiedź licznika
– kolor niebieski – amplituda drugiego impulsu
– kolor szary – próg czułości licznika
– t_{r} – czas restytucji
– τ – czas rozdzielczy

Czas martwy – odcinek czasu następujący po danym wydarzeniu, w którym dane urządzenie nie działa w pełni możliwości, np. dane urządzenie pomiarowe nie jest w stanie zarejestrować następnego wydarzenia, nawet jeżeli ono wystąpi.

## Detektory promieniowania jonizującego
W licznikach promieniowania jonizującego jest to czas, przez który licznik nie reaguje na kolejne impulsy po zarejestrowaniu poprzedniego impulsu.
Dla licznika Geigera-Müllera czas ten został po raz pierwszy wyznaczony przez H. R. Stevera w 1941 przy pomocy synchroskopu.

### Przebieg czasowy zjawiska
Czas martwy jest okresem, gdy licznik jest całkowicie zablokowany. Na przykład w liczniku Geigera jest to czas trwania wyładowania. Po czasie nieco dłuższym w liczniku pojawia się odpowiedź na nowy impuls, ale jest ona zbyt słaba, by impuls mógł zostać zarejestrowany. Czas który upływa od momentu zarejestrowania pierwszego impulsu do chwili, gdy może zostać zarejestrowany nowy impuls nazywany jest czasem rozdzielczym. Jest on nieznacznie większy od czasu martwego. Jednak impuls rejestrowany bezpośrednio po upływie czasu rozdzielczego jest bardzo słaby. Jego amplituda rośnie wraz ze wzrostem opóźnienia drugiego impulsu w stosunku do momentu rejestracji pierwszego impulsu. Amplituda rejestrowanego nowego impulsu przyjmuje wartość normalną dopiero po upływie tzw. czasu restytucji. Czas ten jest dłuższy od czasu rozdzielczego.

### Natura zjawiska w liczniku Geigera-Müllera
W liczniku tym czas martwy związany jest z czasem, w którym ładunek dodatni odpłynie na tyle daleko od drutu, że pole elektryczne wzrośnie na tyle, że znów możliwe będzie wyładowanie. Odległość w jakiej muszą znaleźć się dodatnie jony od drutu określa wzór
{\displaystyle r=r_{L}^{-{\frac {\Delta V}{2q}}}}
gdzie
rL – promień rury licznika,
q – gęstość liniowa ładunku przestrzennego jonów dodatnich (na jednostkę długości drutu),
ΔV – przewoltowanie, czyli różnica pomiędzy napięciem roboczym licznika a napięciem progowym.
Gdy upłynie czas restytucji, jony dodatnie docierają do katody i zostają tam zneutralizowane.

### Przykładowe czasy
W liczniku Geigera-Müllera wypełnionym mieszaniną argonu (94,5%) i alkoholu metylowego pod ciśnieniem 100,1 mm Hg czas martwy wynosi 1,4·10-4 s, a czas restytucji 2,3·10-4 s.
W poniższej tabeli podane są wartości czasu martwego dla kilku rodzajów detektorów.
| Rodzaj detektora                 | Czas martwy [s] |
| -------------------------------- | --------------- |
| komora Wilsona                   | 100             |
| komora pęcherzykowa              | 1               |
| komora jonizacyjna (jonowa)      | 10−2            |
| komora iskrowa                   | 10−2            |
| licznik Geigera-Müllera          | 10−4            |
| licznik półprzewodnikowy         | 10−6            |
| komora jonizacyjna (elektronowa) | 10−6            |
| licznik scyntylacyjny            | 10−6÷10−9       |

### Wyznaczanie czasu martwego detektora
Jeden ze sposobów wyznaczania czasu martwego polega na doświadczalnym doborze dwóch źródeł o takiej aktywności, że liczba zliczeń od każdego źródła oddzielnie po zsumowaniu jest mniejsza od liczby zliczeń zarejestrowanych dla dwóch źródeł równocześnie. Fakt ten świadczy o gubieniu impulsów, co jest związane ze zjawiskiem czasu martwego. Czas martwy można wówczas obliczyć ze wzoru
{\displaystyle t_{m}={\frac {n_{1}+n_{2}-n_{t}-n}{n^{2}-n_{1}^{2}-n_{2}^{2}}}}
gdzie
n1 – liczba rejestracji na jednostkę czasu tylko dla pierwszego źródła,
n2 – liczba rejestracji na jednostkę czasu tylko dla drugiego źródła,
n – liczba rejestracji na jednostkę czasu dla obu źródeł równocześnie,
nt – tło, liczba rejestracji na jednostkę czasu bez źródeł.

## Analizatory amplitudy
Niektóre detektory wyposażone w wielokanałowe analizatory amplitudy generują dodatkowy czas martwy związany z analizą danych docierających do analizatora, np. konwersją sygnału analogowego na cyfrowy. Czas ten jest czuły na rodzaj zastosowanych elementów i rozwiązań elektronicznych. W latach siedemdziesiątych XX w. były to czasy rzędu 10 μs.

## Fotografia
W fotografii czasem martwym lampy błyskowej nazywany jest czas ładowania kondensatora lampy wyładowczej.